# Jules De Sutter
Jules De Sutter (Gent, 1895 – Sint-Martens-Latem, 1970) was een Belgisch kunstschilder.

## Levensloop
De Sutter werd in Gent geboren in een arm arbeidersgezin dat in 1902 naar Lochristi verhuisde.
Hij werd leerjongen bij de Gentse fotograaf Isidoor Mast, die een buitenverblijf had in Sint-Martens-Latem, en zo kwam hij daar toen ook af en toe. Dankzij Mast kon hij avondlessen volgen aan de Gentse Kunstacademie. Onmiddellijk na de oorlog huurde hij in 1918 een atelier in het Patershol.
Hij kreeg stilaan bekendheid, onder meer door publicatie van zijn werk in het tijdschrift Sélection, wat er hem toe bracht zich contractueel te verbinden aan de Brusselse galerie Le Centaure. Dit betekende een gematigd maar regelmatig inkomen, ook al kon hij het commerciële succes van zijn vriend Gustave De Smet niet evenaren. 
Tot in 1929 woonde hij in Waregem en verhuisde toen naar Astene.
Tijdens de jaren van economische crisis had hij het moeilijk. Galerie Le Centaure ging failliet en het expressionisme werd in de media als kunstexpressie doodverklaard.
In 1933 was hij in Gent betrokken bij de oprichting van de katholieke kunstzaal Ars, die hem een goede verkoop verzekerde. Ook de Gentse socialistische studiekring steunde hem en organiseerde in 1934 een individuele tentoonstelling van zijn werk in de Vooruit.
In 1939 ging hij in Sint-Martens-Latem wonen. Samen met Hubert Malfait en Albert Saverys vormde hij er de groep van de post-expressionisten. In 1944 werd hij ook nog tot docent aan de Gentse academie benoemd.
Na de oorlog werd hij in stijgende mate erkend:
- Op de 26ste biënnale van Venetië in 1952 werd hij gehuldigd.
- Een grote tentoonstelling werd in februari 1963 georganiseerd door de Mechelse Galerij Nova. Karel Geirlandt, de toenmalige 'kunstpaus', hield de openingstoespraak.

## Oeuvre
De eerste werken van De Sutter behoorden tot het fauvisme.
Vanaf 1920 werd het landleven zijn geliefkoosde thema.
Geïnspireerd door het werk van Gustave De Smet en Frits Van den Berghe, nam hij hun drang over naar constructie en synthese, ook al was hij coloristisch hun tegenpool.
Rond 1927 werd hij aangetrokken door het post-kubisme. Hij nam meer afstand van de realiteit om in een imaginaire, soms hermetische wereld te belanden.
Daarna keerde hij terug naar een gestreng realisme en schilderde een reeks zelfportretten in een somber clair-obscur.
Na de Tweede Wereldoorlog sloeg hij weer een andere weg in, na zijn vestiging in Sint-Martens-Latem. Hij gebruikte opnieuw meer kleur, en in hel geel en groen schetste hij een geïdealiseerd beeld van het landelijke leven.